# Balkan and Black Sea Regional Commission
Balkan and Black Sea Regional Commission' är ett internationellt samarbete mellan regionala förvaltningar runt Balkanhalvön och Svarta havet. Organisationen är en underavdelning till Conference of Peripheral Maritime Regions of Europe (CPMR). Medlemmar är regioner i Bulgarien, Georgien, Grekland, Kroatien, Rumänien, Turkiet och Ukraina.